# Kanton Abterode
Der Kanton Abterode war eine Verwaltungseinheit im Distrikt Eschwege des Departements der Werra im napoleonischen Königreich Westphalen. Hauptort des Kantons und Sitz des Friedensgerichts war der Ort Abterode im heutigen hessischen Werra-Meißner-Kreis.
Der Kanton umfasste neun Dörfer:
- Abterode
- Albungen
- Frankenhain
- Frankershausen
- Schafhof
- Vockerode
- Weidenhausen
- Wellingerode
- Wölfterode